# Masai Mara
Masai Mara (o Massai Mara) és una reserva natural nacional situada al sud-oest de Kenya a la regió del Serengeti, i és en realitat una continuació del Parc Nacional del Serengeti. Es diu així perquè la tribu massai habita aquesta zona i el riu Mara hi creua. És famós per la seua fauna excepcional.

## Característiques
Ocupa una àrea de 1.510 km² a la zona del Gran Vall del Rift. La seva superfície es va reduir en comparació amb els 1.672 km² que tenia el 1984. Comprèn tres seccions: el Triangle de Mara, Musi (on hi ha el pantà de Musi), i Sekenani.
La major part del territori és sabana esquitxada per les distintives acàcies. La fauna tendeix a concentrar-se en la zona occidental de la vall, ja que l'accés a l'aigua hi és més fàcil. La frontera oriental del parc dista uns 224 km de Nairobi.

## Fauna
El Masai Mara és famós per la seva població de lleons i per ser la llar d'espècies amenaçades com ara el rinoceront negre, l'hipopòtam, que es troba en els rius Mara i Talek, i el guepard, que probablement n'ha vist reduïda la població. Un altre carnívor que s'hi pot trobar en abundància és la hiena tacada.
No obstant això, el veritable poblador d'aquest parc és el nyu, com passa al Serengeti, ja que es calcula que la seua població és de milions. Cada any, al mes de juliol, aquests animals, igual que les zebres, migren des de les planes del Serengeti a la recerca de pastures més fresques i hi tornen a l'octubre. Igualment, algunes espècies d'ungulats viuen en aquest parc, com la gasela de Thomson i la gasela de Grant o l'impala, i s'hi troben igualment ramats de girafes.
El Masai Mara és també la llar de més de 450 espècies d'aus.
Està administrat pel govern de Kenya, i té unitats contra la caça furtiva, que té lloc fora de les zones freqüentades pels turistes.

## Visites
El parc és una de les fonts principals d'ingressos a Kenya. Les entrades en octubre del 2009 costaven 80 dòlars per als turistes adults i 45 dòlars per als xiquets (els residents tenen preus considerablement més baixos). Hi ha habitatges i tendes de campanya dins de la reserva i l'àrea protegida on els turistes poden administrar les seues despeses si no les han concertades abans amb una agència de viatges. Les tarifes del càmping són 25 dòlars per nit i adult i 20 dòlars per nit i xiquet.
Les patrulles de vigilància hi circulen amb regularitat, per això la caça furtiva hi és gairebé inexistent. També hi ha un control estricte del nombre de vehicles que circulen per les zones d'observació de la fauna, cosa que millora la visita en evitar la massificació.
Dins de la reserva hi ha els aeroports de Serena, Musiara i Keekorok, i dins de l'àrea de conservació, els de Mara Shikar, Kichwa Tembo i Ngerende.

## Fotografies de la fauna del parc

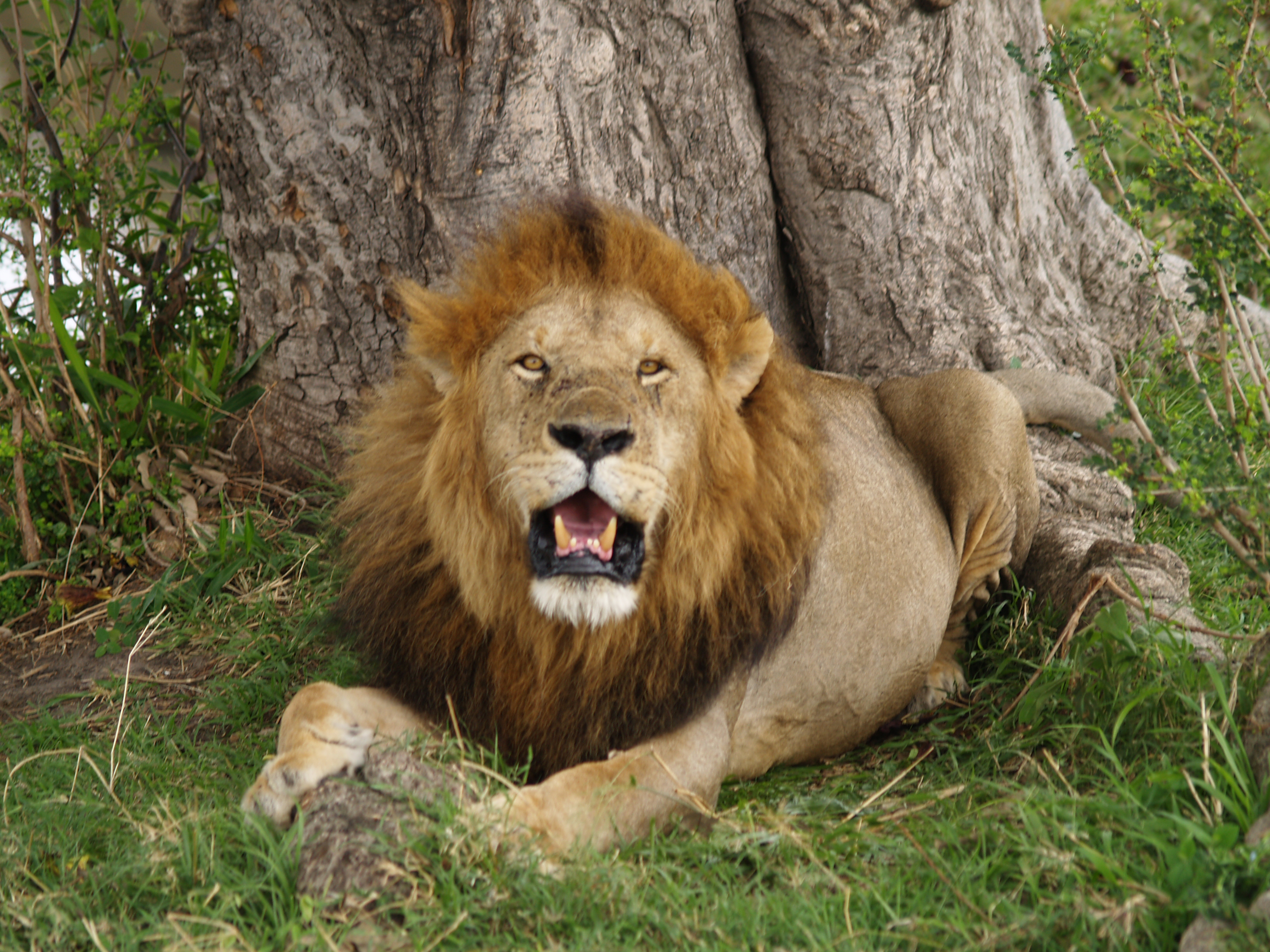
Un lleó
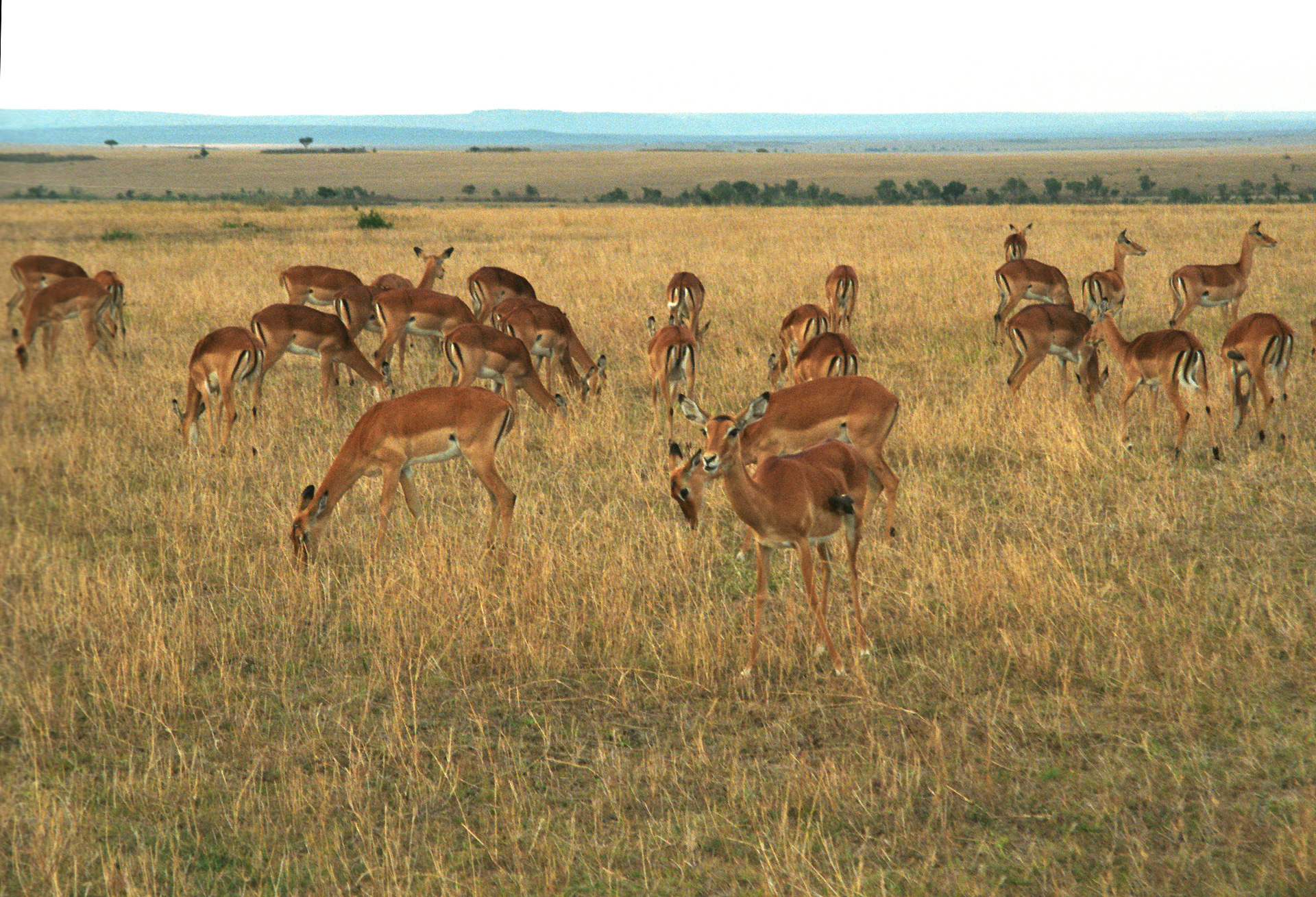
Un grup d'impales
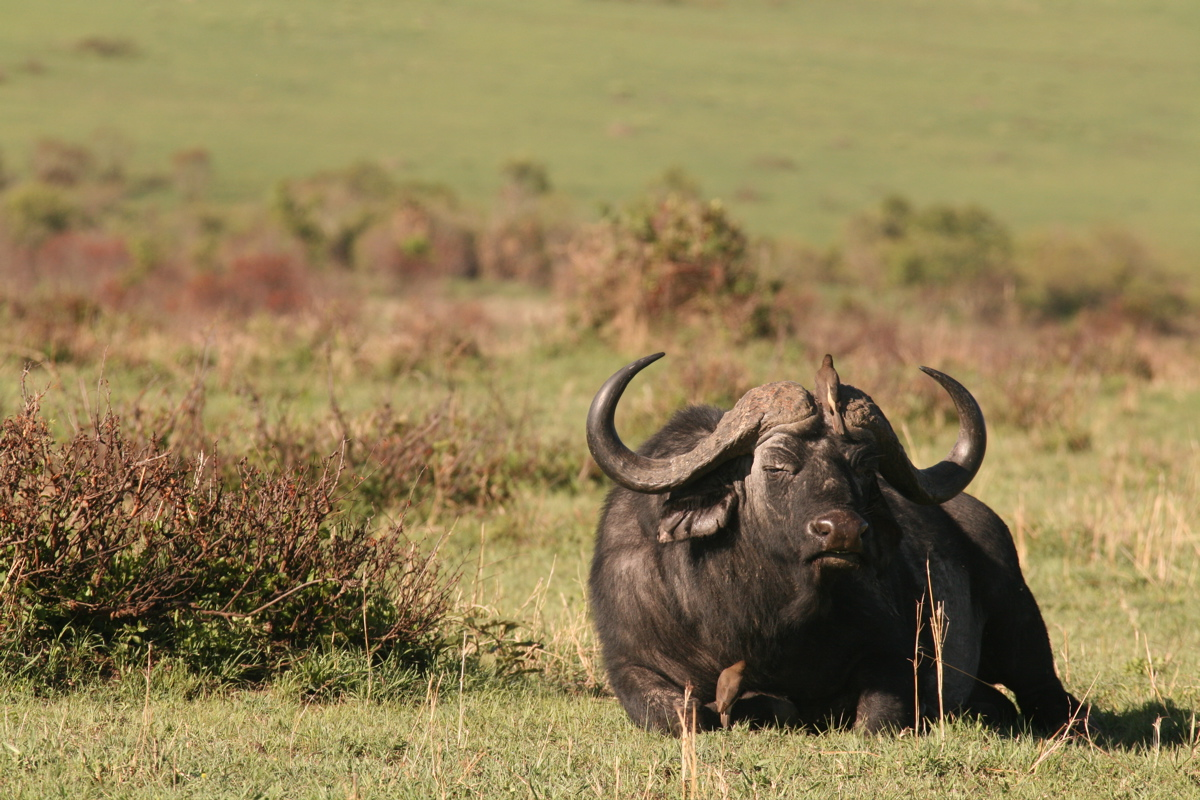
Un búfal descansant
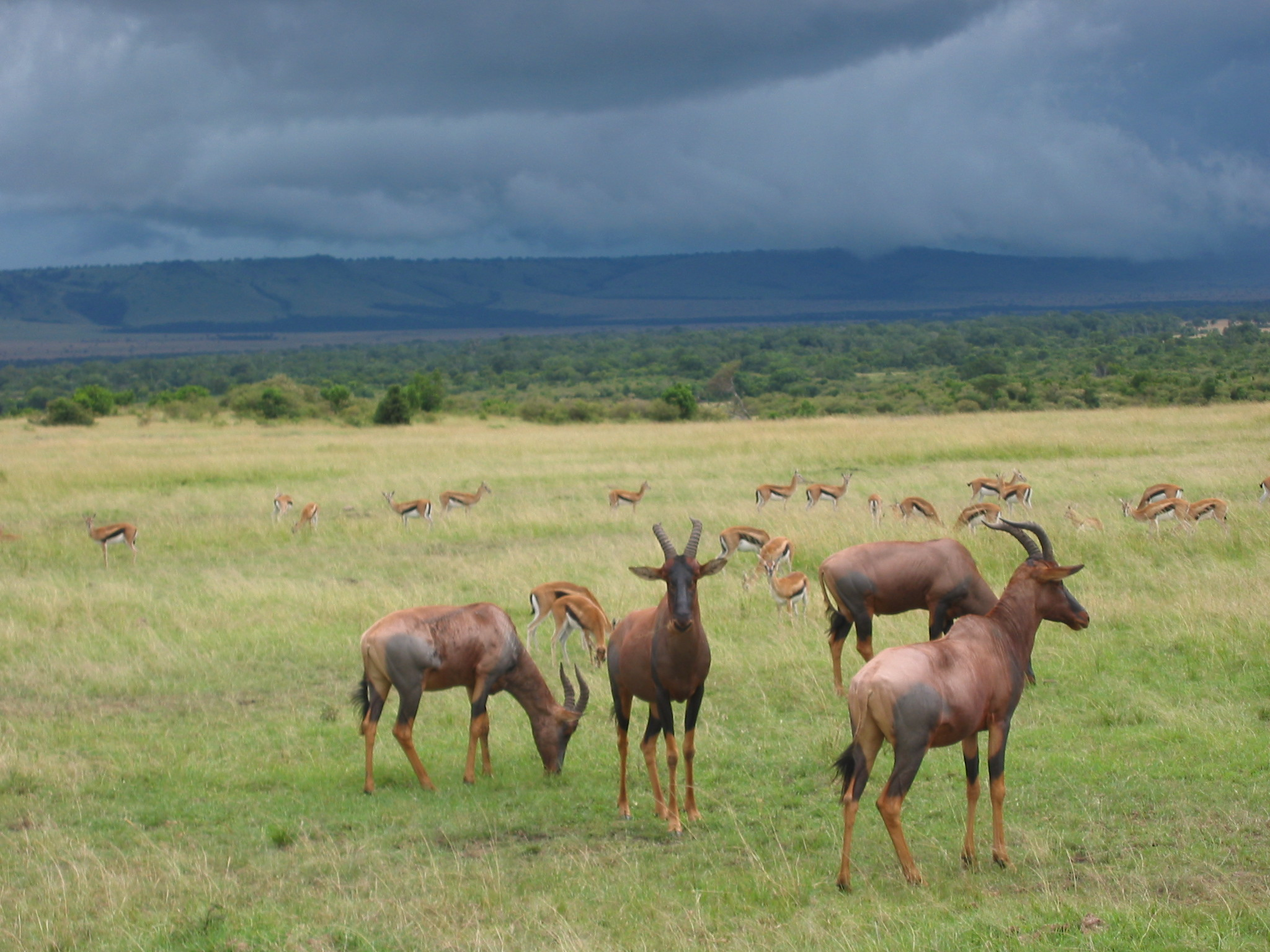
Topis i gaseles de Thomson
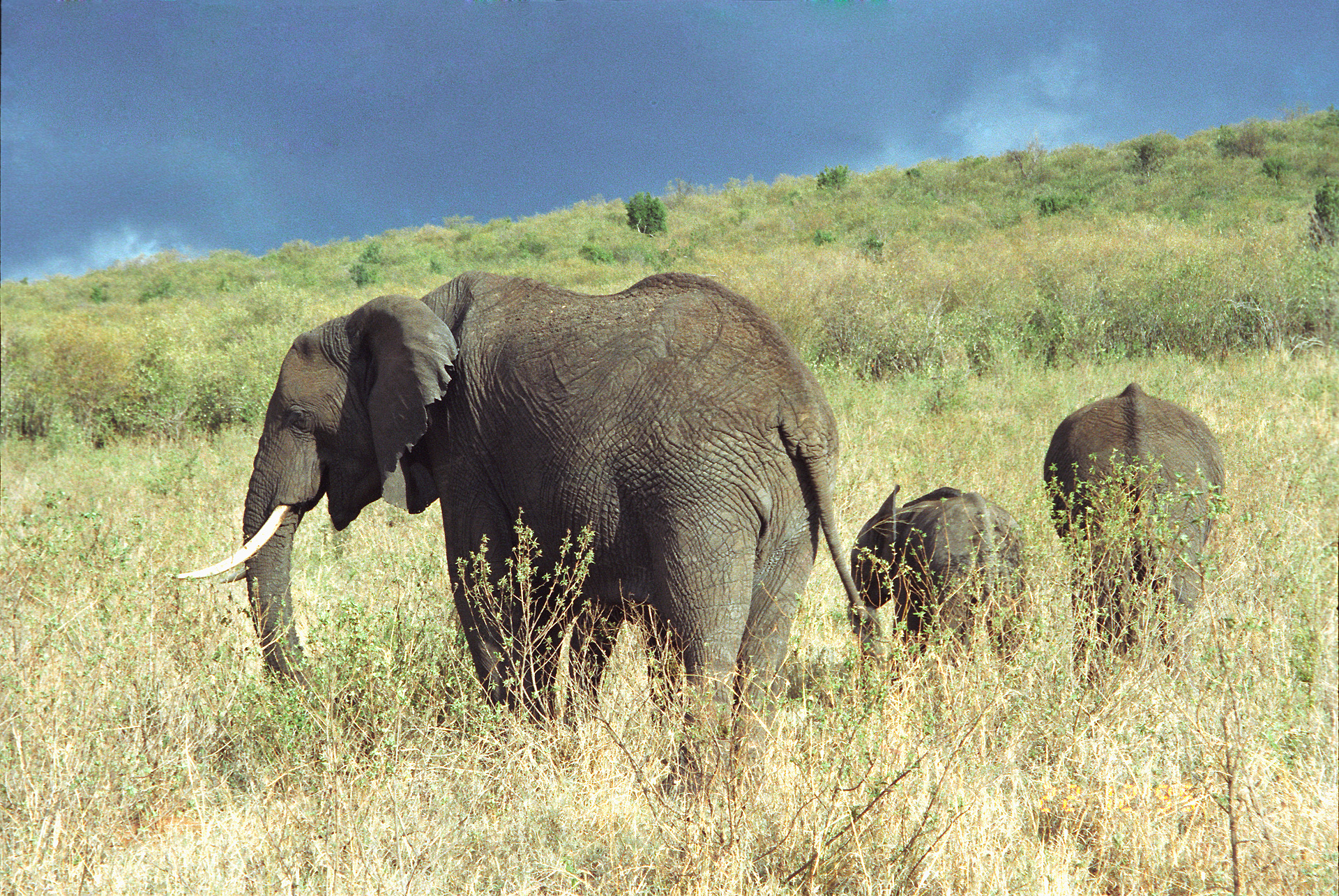
Elefants
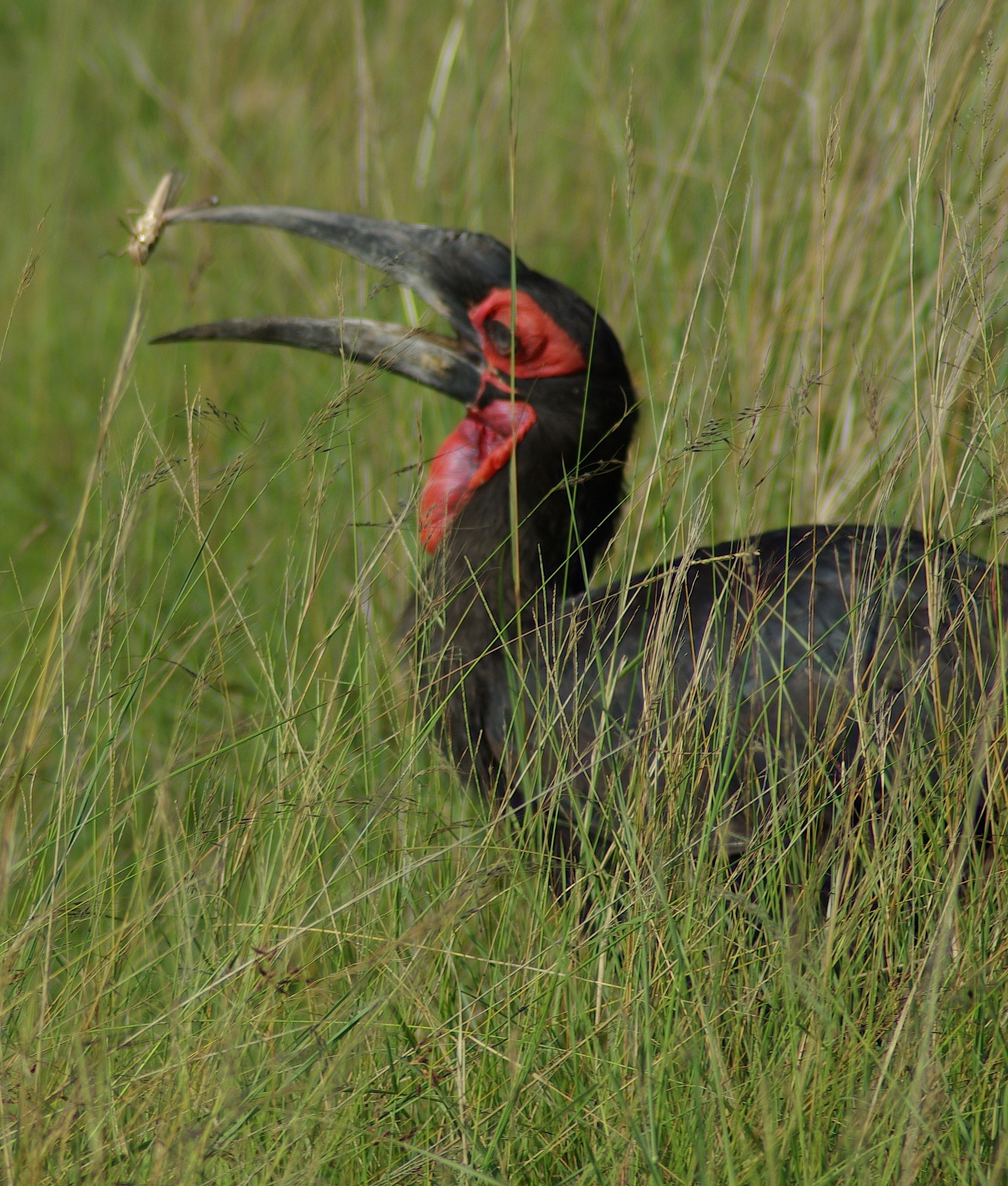
Bucorvus leadbeateri
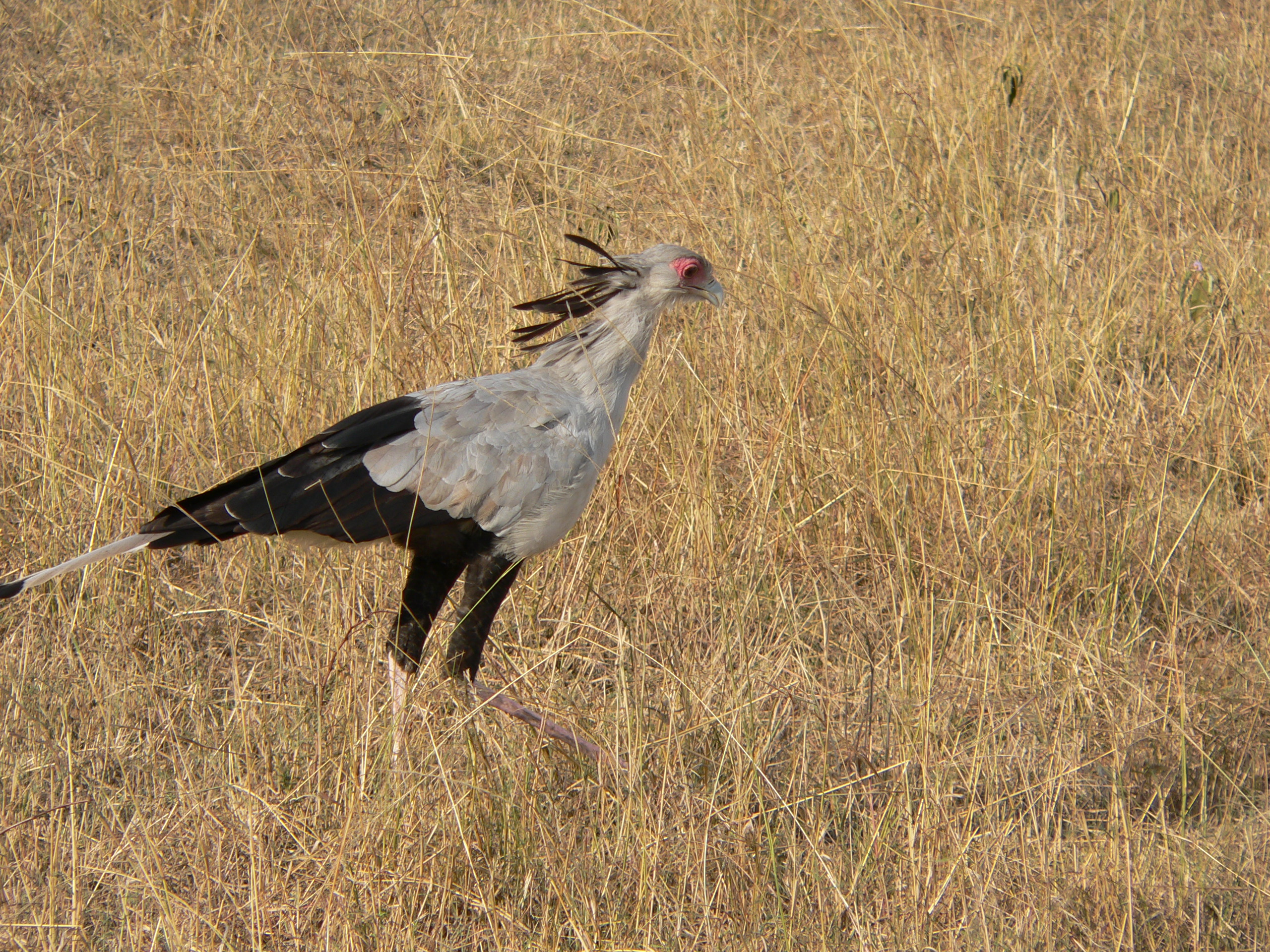
Secretari
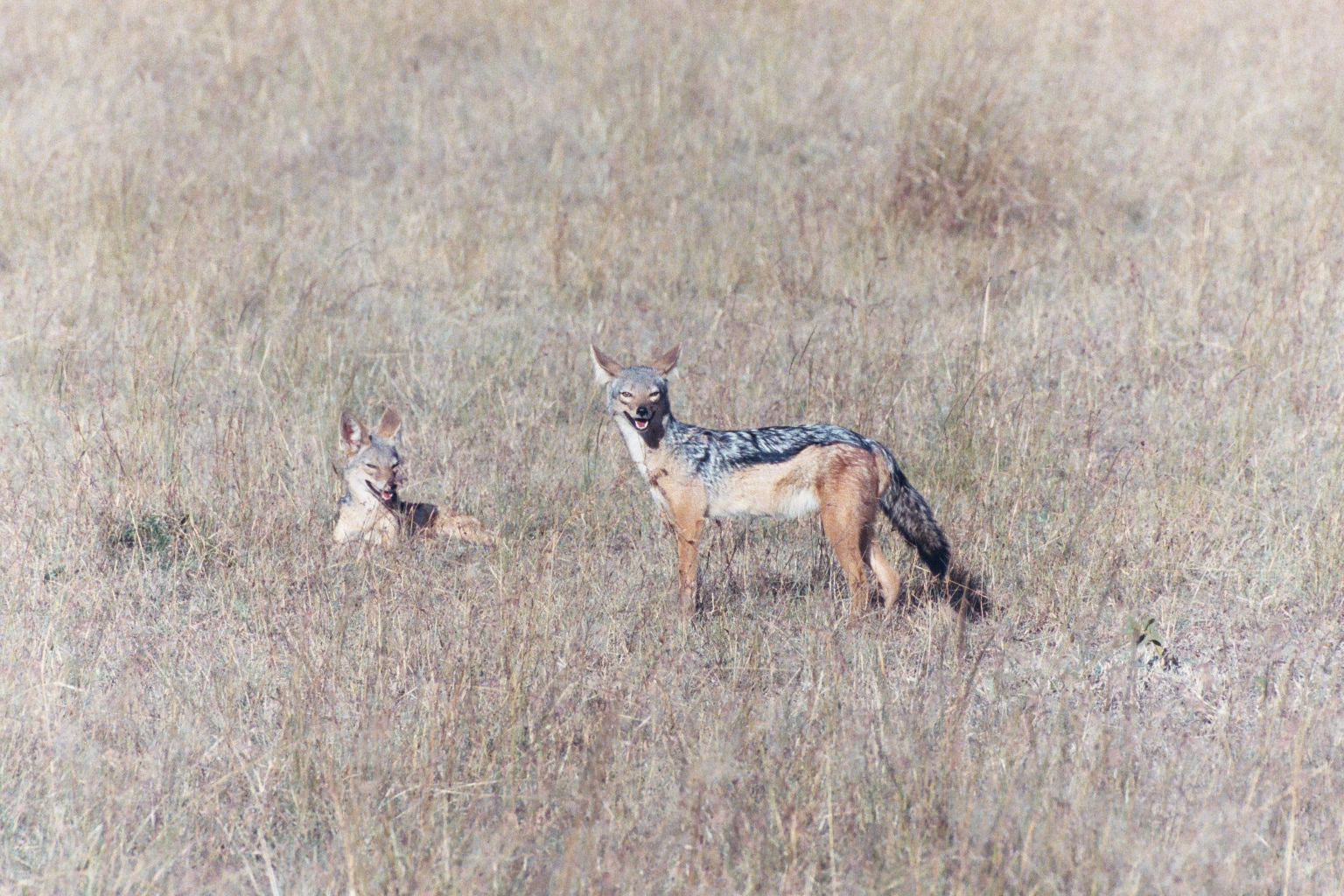
Dos xacals
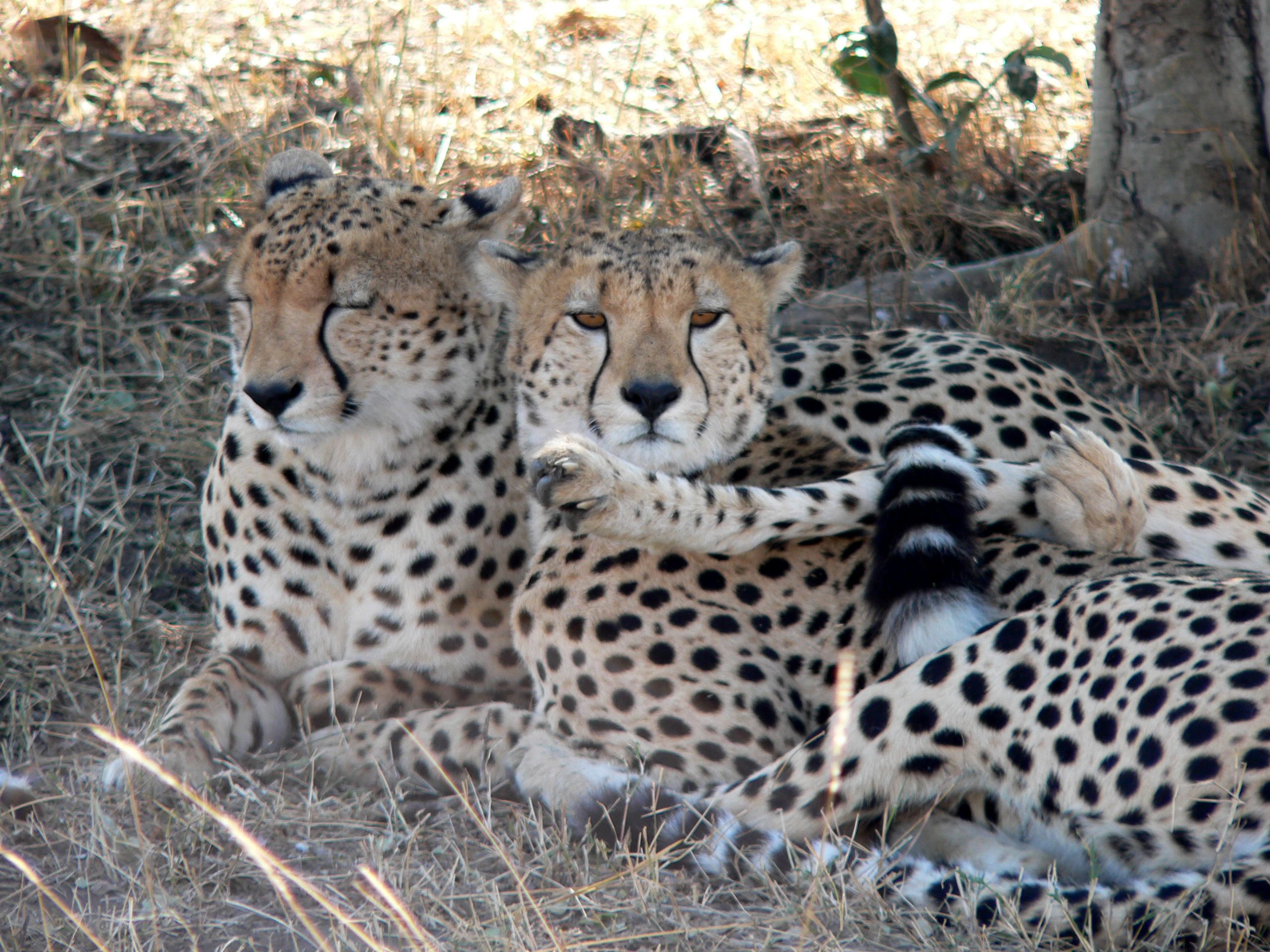
Guepards a l'ombra dels arbres
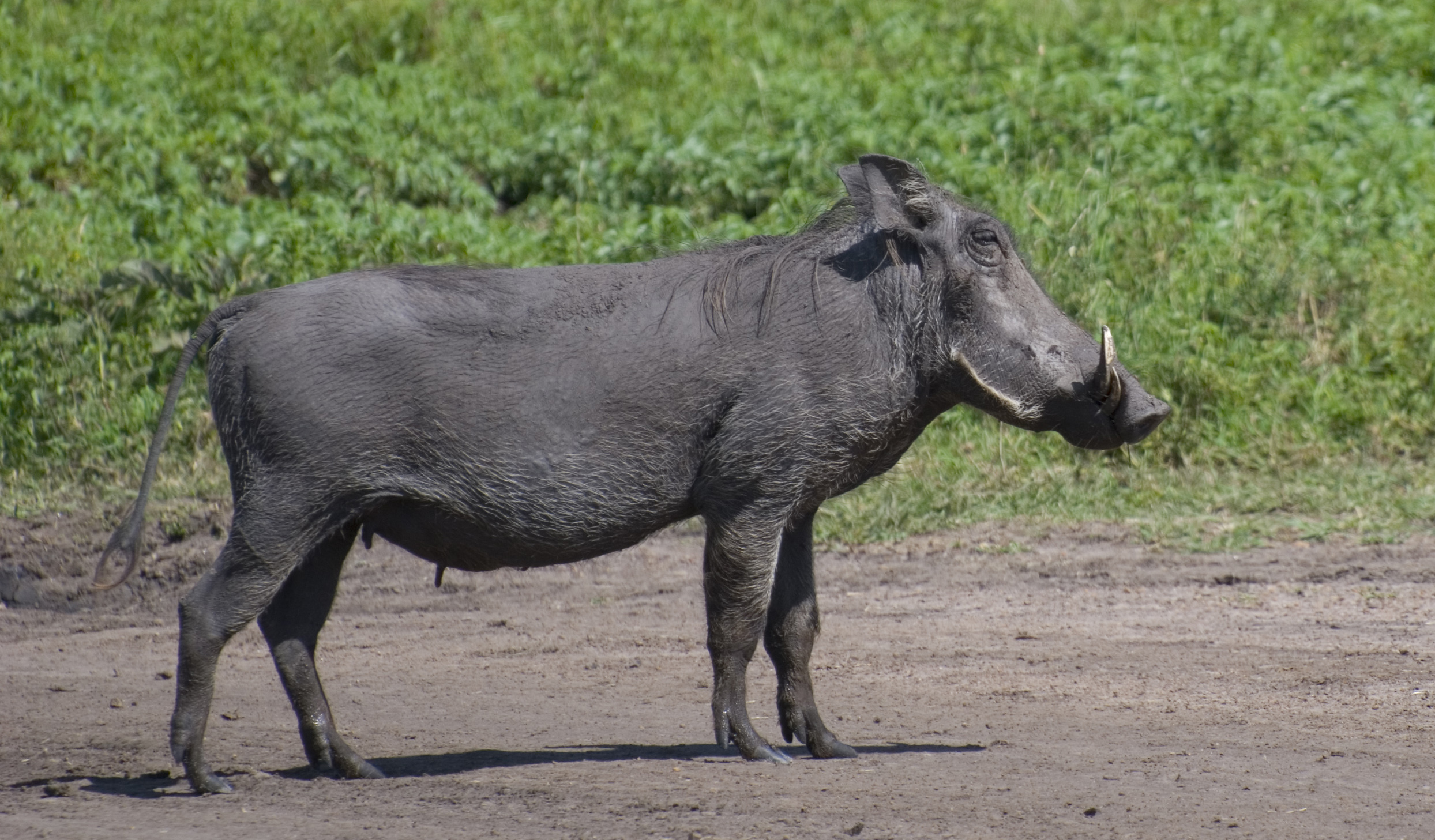
Phacochoerus africanus
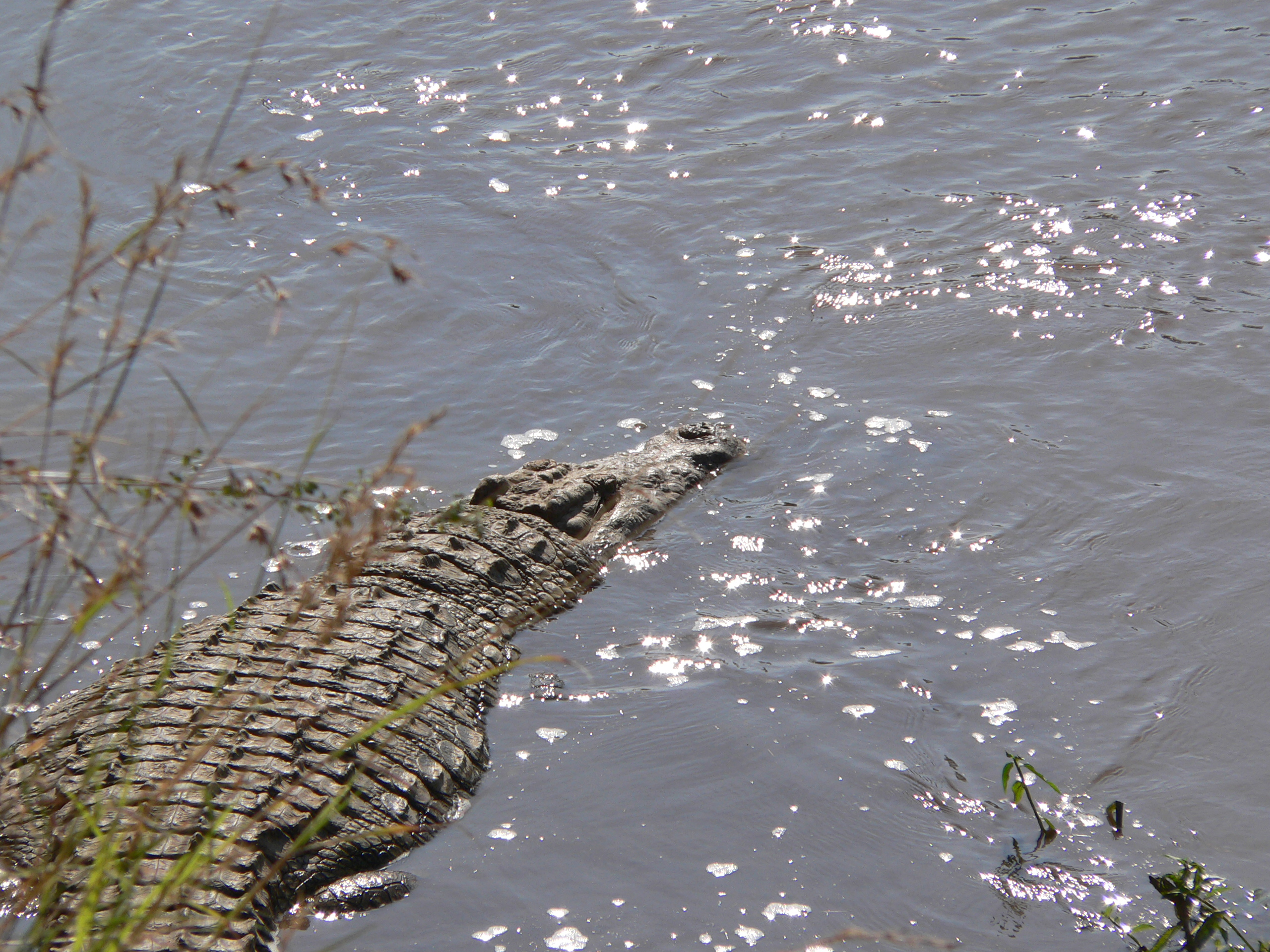
Un cocodril
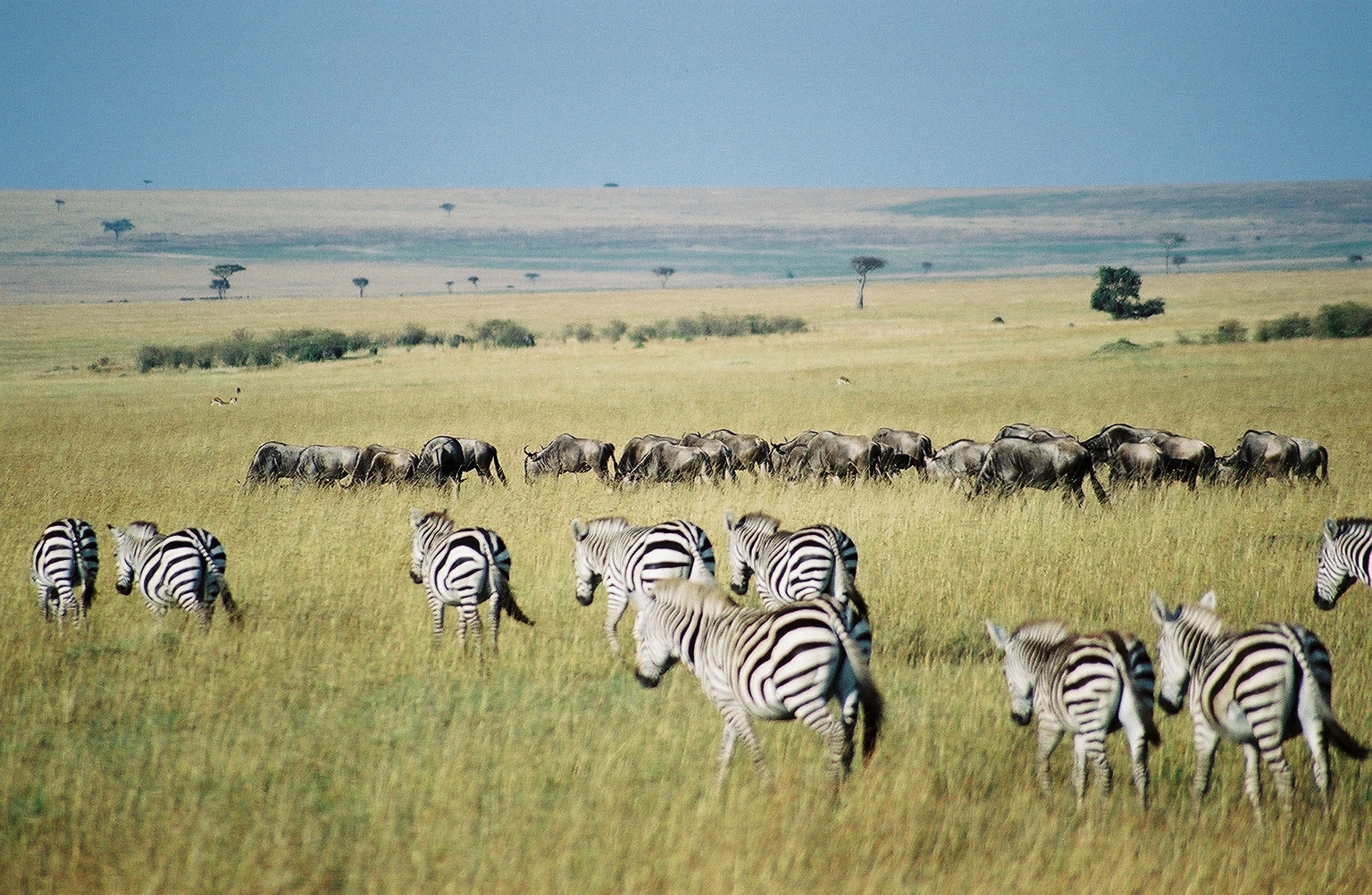
Zebres i nyus